# پری روان
پری روان (زادهٔ ۸ مارس ۱۹۴۲) هنرمند سورئالیست و نقاش اهل ایران است. وی تحصیلاتش را در  دانشگاه هنر تهران آغاز و در سن ۱۷ سالگی به کشور آلمان مهاجرت کرده و در دانشگاه هنرهای کاربردی شهر ماینتس به ادامه تحصیل پرداخت. روان برنده جوایز بین‌المللی متعددی در کشورهای ایران، آلمان، فرانسه، ایتالیا، چین و ژاپن شده است.